# John Gutmann
John Gutmann (Breslau, 28 de maig de 1905 - San Francisco, 12 de juny de 1998) fou un fotògraf alemany. Després d'estudiar pintura a Berlín, va haver de fugir de l'Alemanya Nazi el 1933, tot emigrant als Estats Units. Abans d'eixir, va comprar una càmera fotogràfica, i a partir d'eixe moment, va quedar fascinat amb la nova manera de veure el món que la fotografia li proporcionava. Va descriure la ciutat americana com «un paisatge en el qual els edificis havien substituït les muntanyes, els automòbils havia substituït els arbres, i el neó i les mostres de pintura havien sigut substituïts a les flors.» Fotografiava, sobretot, en el carrer. Gutmann va utilitzar la seua càmera fotogràfica per a capturar l'exuberància i el ritme d'Amèrica.